# Anders Thidholm
Per Anders Thidholm (* 20. April 1954 in Härnösand) ist ein schwedischer Curler. 
Sein internationales Debüt hatte Thidholm bei der Europameisterschaft 1978 in Aviemore, wo er die Silbermedaille gewann. 
Thidholm spielte als Second der schwedischen Mannschaft bei den XV. Olympischen Winterspielen 1988 in Calgary im Curling. Die Mannschaft von Skip Dan-Ola Eriksson belegte den fünften Platz.

## Erfolge
- 2. Platz Europameisterschaft 1978, 1979